# DeveloperWorks
IBM developerWorks представляет собой веб-сайт в ведении IBM для разработчиков и ИТ-специалистов. На данном интернет-ресурсе содержится большое количество how-to статей и руководств, а также ссылки на скачивание программного обеспечения и образцов кода, дискуссионные форумы, подкасты, блоги, вики, и другие ресурсы для разработчиков и технических специалистов. Рассматриваемые темы варьируются от открытых промышленных стандартов и технологий таких как Java, Linux, SOA, веб-сервисы, веб-разработка, Ajax, PHP, XML, до продуктов IBM (WebSphere, Rational, Lotus, Tivoli и DB2). (Microsoft MSDN является аналогичным сайтом с тематической направленностью на продукцию Microsoft. По мнению некоторых разработчиков, характеризуется недостаточной наполненностью технологично-ориентированного информационного наполнения, но по мнению других, в сравнении с IBM developerWorks, более систематизирован и лёгок в использовании)
Запущенный в 1999 году, IBM developerWorks расширился до 5.5 миллионов зарегистрированных пользователей в сентябре 2006. Этот ресурс был оценен как «Developer’s Paradise» («Рай разработчиков») и «perhaps the best place to get hang of technologies such as Linux, Java, XML and even Wireless» («возможно лучшее место для изучения Linux, Java, XML и беспроводных технологий»), и выиграл различные награды, включая 2004 Jolt Product Excellence Award в категории «Web Sites and Developer Networks», и в 2007 IBM developerWorks, был занесён в зал славы Jolt.
У IBM также имеется ресурс о развивающихся технологиях, называемый IBM alphaWorks. В 2003 году IBM alphaWorks получил 2003 Jolt Product Excellence Award в категории «Web Sites and Developer Networks».
IBM developerWorks также имеет и локальные сайты для таких стран как: Китай, Япония, Республика Корея, Россия. Эти сайты содержат как переводы оригинальных статей, так и статьи местных авторов.
В России проект был запущен в 2005. В настоящий момент аудитория ресурса приближается к миллиону уникальных пользователей. Главный редактор и идеолог проекта Павел Яковлев. Этот сайт больше не обновляется и не поддерживается. 